# Macrobiotus wuyishanensis
Espèce
Macrobiotus wuyishanensis est une espèce de tardigrades de la famille des Macrobiotidae.

## Distribution
Cette espèce est endémique du Fujian en Chine. Elle se rencontre dans les monts Wuyi.

## Étymologie
Son nom d'espèce, composé de wuyishan et du suffixe latin -ensis, « qui vit dans, qui habite », lui a été donné en référence au lieu de sa découverte, le Wuyishan.

## Publication originale
- Zhang & Sun, 2014 : A new species of the genus Macrobiotus (Tardigrada: Macrobiotidae) from Southeastern China. Zoological Systematics, vol. 39, no 2, p. 224-228.